# The Wild Heart
Albums de Stevie Nicks
Bella Donna
(1981) Rock a Little
(1985)
The Wild Heart est le deuxième album studio de la chanteuse américaine et membre de Fleetwood Mac Stevie Nicks. Sorti le 10 juin 1983, un an après l'album de Fleetwood Mac Mirage, il atteint la cinquième place du hit-parade américain et se vend à un million d'exemplaires en seulement trois mois. En 1993, la RIAA certifie l'album double disque de platine. Il est également certifié disque d'argent au Royaume-Uni.
L'enregistrement de l'album commence à la fin de l'année 1982, peu de temps après la fin de la tournée Mirage de Fleetwood Mac. À la suite de la mort de sa meilleure amie Robin Anderson et grâce à une nouvelle appréciation pour sa vie et de sa carrière, l'enregistrement ne prend que quelques mois. Il sort en juin 1983, précédé du single Stand Back, recevant un accueil chaleureux de la part des critiques et du public.
L'album est notable de par la forte présence de musiciens célèbres. Tom Petty revient pour écrire I Will Run to You, sur lequel le reste de son groupe, les Heartbreakers, joue également. Le batteur de Fleetwood Mac, Mick Fleetwood, apparaît aussi sur le titre Sable on Blond. Steve Lukather du groupe Toto joue de la guitare sur ce qui deviendra le plus grand tube de l'album, Stand Back (numéro 5 sur le hit-parade américain), dont la partie synthétiseur est jouée par Prince,. Stevie Nicks a aussi travaillé avec Sandy Stewart qui a écrit la musique pour trois chansons de l'album et chanté les harmonies sur une autre (elle coécrira 5 ans plus tard le tube de Fleetwood Mac Seven Wonders). Le dernier morceau de l'album, Beauty and the Beast, comprend un ensemble à cordes complet.
L'album produit trois tubes, Stand Back (#5), If Anyone Falls (#14) et Nightbird (#33). Les deux premiers sont accompagnés de clips musicaux qui passent régulièrement sur la chaîne MTV et Stand Back et Nightbird sont joués en direct dans les émissions Saturday Night Live et Solid Gold.

## Liste des titres
| No  | Titre                                                        | Auteur                      | Durée |
| --- | ------------------------------------------------------------ | --------------------------- | ----- |
| 1.  | Wild Heart                                                   | Stevie Nicks                | 6:11  |
| 2.  | If Anyone Falls                                              | Stevie Nicks, Sandy Stewart | 4:09  |
| 3.  | Gate and Garden                                              | Stevie Nicks                | 4:06  |
| 4.  | Enchanted                                                    | Stevie Nicks                | 3:06  |
| 5.  | Nightbird                                                    | Stevie Nicks, Sandy Stewart | 5:00  |
| 6.  | Stand Back                                                   | Stevie Nicks                | 4:51  |
| 7.  | I Will Run to You (interprété par Stevie Nicks et Tom Petty) | Tom Petty                   | 3:22  |
| 8.  | Nothing Ever Changes                                         | Stevie Nicks, Sandy Stewart | 4:09  |
| 9.  | Sable on Blond                                               | Stevie Nicks                | 4:15  |
| 10. | Beauty and the Beast                                         | Stevie Nicks                | 6:02  |

## Personnel
Musiciens
- Stevie Nicks – voix
- Sharon Celani – chœurs
- Lori Perry – chœurs
- Sandy Stewart – claviers, synthétiseurs, chœurs, piano (1, 3, 5-6, 8-9)
- Benmont Tench – orgue, claviers (3-5, 7)
- Prince  – synthétiseur sur "Stand Back" (non crédité)
- Steve Lukather – guitare (6)
- Don Felder – guitare (8)
- Tom Petty – guitare, voix (7)
- Mike Campbell – guitare (7)
- Howie Epstein – basse (7)
- Stan Lynch – batterie (7)
- Mick Fleetwood – batterie (9)

Musiciens invités
- David Monday – guitare (1, 3)
- Dean Parks – guitare (1)
- Waddy Wachtel – guitare (2-6, 9)
- David Williams – guitare (6)
- Roger Tausz – basse (1)
- Bob Glaub – basse (2, 4, 8)
- Kenny Edwards – basse (5, 9)
- John Beal - basse (10)
- David Foster – piano (5)
- Roy Bittan – synthétiseur, piano (2, 4, 8-9)
- David Bluefield - programmation des synthétiseurs, boîtes à rythmes DMX (6)
- Brad Smith – batterie, percussion (1, 3)
- Russ Kunkel – batterie (2, 4, 6, 8)
- Chet McCracken – batterie (5)
- Marvin Caruso – batterie (5-6)
- Bobbye Hall – percussion (2, 4, 6, 8)
- Ian Wallace– percussion (6)
- Phil Kenzie – saxophone (8)
- Carolyn Brooks - chœurs (2, 10)

Cordes sur "Beauty and the Beast"
- Kenneth Whitfield - arrangement des cordes
- Paul Buckmaster - arrangement des cordes
- Gene Bianco – harpe
- Jesse Levine – alto
- Julien Barber – alto
- Theodore Israel – alto
- Harry Zaratzian – alto
- Jesse Levy – violoncelle
- Frederick Zlotkin – violoncelle
- Seymour Barab – violoncelle
- Jon Abramowitz – violoncelle
- Marvin Morgenstern – violon
- Herbert Sorkin – violon
- John Pintavalle – violon
- Max Ellen – violon
- Regis Eandiorio – violon
- Harry Glickman – violon
- Peter Dimitriades – violon
- Paul Winter – violon
- Matthew Raimondi – violon
- Harry Cykman – violon
- Raymond Kunicki – violon
- Lewis Eley – violon
- Ruth Waterman – violon
- Paul Gershman – violon

## Production
- Produit par Jimmy Iovine, Gordon Perry et Tom Petty
- Enregistré par Greg Edwards et Shelly Yakus
- Ingénieurs assistants : Josh Abbey, David Bianco, Michael Brooks, Bobby Cohen, John Curcio, Bill Freesh, Pete Kudas, John Smith, Julian Stoll
- Mixé par Greg Edwards, Lori Perry & Shelly Yakus
- Masterisé par Stephen Marcussen

## Classements
| Pays (1983) | Position |
| ----------- | -------- |
| États-Unis  | 5        |
| Royaume-Uni | 28       |
| Australie   | 8        |
| Canada      | 7        |

Singles
| Année | Single            | Palmarès                    | Position |
| ----- | ----------------- | --------------------------- | -------- |
| 1983  | "Stand Back"      | U.S. Billboard 100          | 5        |
| 1983  | "Stand Back"      | U.S. Mainstream Rock Tracks | 2        |
| 1983  | "If Anyone Falls" | U.S. Billboard 100          | 14       |
| 1983  | "If Anyone Falls" | U.S. Mainstream Rock Tracks | 8        |
| 1983  | "Nightbird"       | U.S. Billboard 100          | 33       |

## Tournée
En mai 1983, Stevie Nicks part en tournée pour promouvoir The Wild Heart. Après une performance à l'immense US Festival  le 30 mai à San Bernardino, Californie, la tournée commence officiellement à Knoxville, Tennessee le 21 juin et se termine à Ames, Iowa le 20 novembre 1983.
Titres de la tournée
- Gold Dust Woman
- Outside The Rain
- Dreams
- I Need To Know
- Sara
- If Anyone Falls
- Leather And Lace
- Stand Back
- Beauty And The Beast
- Gypsy
- How Still My Love
- Stop Draggin' My Heart Around
- Edge Of Seventeen

Encore:
- Rhiannon (version piano)
- Rhiannon (version rock)

Dates et lieux des concerts:
- 30 mai -  San Bernardino, California, Devore Park/US Festival II
- 21 juin - Knoxville, Tennessee, Civic Coliseum
- 23 juin - Norfolk, Virginia, The Scope
- 24 juin - East Rutherford, New Jersey, Meadowlands Arena
- 27 juin - Philadelphia, Pennsylvania, The Spectrum
- 28 juin - Pittsburgh, Pennsylvania, Civic Arena
- 2 juillet - Buffalo, New York, War Memorial
- 3 juillet - Hartford, Connecticut, Hartford Civic Center
- 6 juillet - Worcester, Massachusetts, Centrum
- 7 juillet - Landover, Maryland, Capitol Center
- 10 juillet - Greensboro, North Carolina, Coliseum
- 11 juillet- Atlanta, Georgia, The Omni
- 14 juillet - Kansas City, Missouri, Kemper Arena
- 15 juillet - Minneapolis, Minnesota, Met Center
- 17 juillet - Chicago, Illinois Rosemont, Horizon
- 18 juillet - Chicago, Illinois Rosemont, Horizon
- 19 juillet - Toronto, Ontario, Canada CNE, Bandshell
- 21 juillet - Cuyahaga Falls, Ohio Blossom, Music Center
- 22 juillet - Cuyahaga Falls, Ohio Blossom, Music Center
- 23 juillet - Detroit, Michigan, Joe Louis Arena
- 26 juillet - St. Louis, Missouri, Checkerdome
- 27 juillet - Indianapolis, Indiana, Market Square Arena
- 30 juillet - Alpine Valley, Wisconsin, Music Theatre
- 31 juillet - Cincinnati, Ohio, Riverfront Coliseum
- 31 août- Austin, Texas
- 5 septembre- Dallas, Texas, Reunion Arena
- 9 septembre - Bristol, Rhode Island
- 12 septembre - New York, Radio City Music Hall
- 13 septembre - New York, Radio City Music Hall
- 17 septembre - Oklahoma City, Oklahoma, Oklahoma Myriad
- 24 septembre - Irvine, California, Irvine Meadows Amphitheatre
- 25 septembre - Tempe, Arizona, Compton Terrace
- 2 octobre - Los Angeles, California, Inglewood Forum
- 4 octobre - Oakland, California, Oakland Coliseum
- 21 octobre - Columbia, South Carolina, Carolina Coliseum
- 22 octobre - Columbia, South Carolina, Carolina Coliseum
- 25 octobre - Charleston, West Virginia, Charleston Civic Center
- 26 octobre - Roanoke, Virginia, Roanoke Civic Center
- 29 octobre- Tuscaloosa, Alabama, University of Alabama
- 30 octobre - Jackson, Mississippi, Mississippi Coliseum
- 2 novembre - Jacksonville, Florida, Memorial Coliseum
- 4 novembre - Lakeland, Florida, Lakeland Civic Center
- 5 novembre - Miami, Florida, Sportatorium
- 8 novembre - Columbia, Missouri, University of Missouri
- 9 novembre- Starkville, Mississippi, Mississippi State University
- 12 novembre - Tulsa, Oklahoma, Assembly Center
- 13 novembre - Little Rock, Arkansas, T.H. Barton Coliseum
- 16 novembre - Madison, Wisconsin, Dane County Arena
- 19 novembre - Iowa City, Iowa, University of Iowa
- 20 novembre - Ames, Iowa, Iowa State University